# Szonettek (Shakespeare)
Shakespeare-t elsősorban drámaíróként tartjuk számon, azonban szonettjei kétségtelenül az angol irodalom egyik legtöbbet olvasott költeményei. Az 1592 és 1598 között íródott 154 szonettjét később egy gyűjteménybe foglalták. 1609. május 20-án Thomas Thorpe jelentette meg először a műveket, a szerző hozzájárulása nélkül, úgynevezett kvartó/negyedrét-kiadásban. A későbbi szerzői dedikációban szereplő ” T.T.” monogram valószínűleg az ő nevét fémjelzi, azonban a „Mr W.H.” ajánlásra vonatkozó rövidítés megfejtésére egyelőre csak találgatások vannak. Az első 126 szonett a fiatal költőnek  a további 28 pedig egy titokzatos hölgynek szólnak.

## A szonettek témái
Bár a szonettek összefüggő egységet alkotnak, nem minden esetben tekinthetők folytatólagosnak Leginkább kettes, hármas egységekben, kisebb ciklusokban figyelhetőek meg tartalmi összefüggések. Atkins szerint a szonettek a Shakespeare korában fellelhető sokszínű homoszexuális és heteroszexuális szerelemhez, szenvedélyes baráti szeretethez kötődő mélyebb érzések formáit tárják fel: csodálat, kötődés, féltékenység, kiábrándultság, empátia és a másik hiányából fakadó űr. Az első tizenhét szonettben a költő a Szépség motívumát vizsgálja egy barátjával kapcsolatban, akit ennek az adunak a házasságkötésben való kamatoztatására sarkall. A Szépség elvont fogalomként jelenik meg, nem mint az anyagi világ produktuma. Az első szonett tartalma előrevetíti a ciklus további 16 szonettjének legfőbb témáit.  A költő bibliai képpel („szaporodjatok és sokasodjatok”) próbálja meggyőzni barátját, hogy ne csak önmagának éljen, hanem örökítse tovább szépségét, hiszen az idők során ez a kvalitás veszíthet értékéből. Egymással szembe állítja a halhatatlanság és a halandóság motívumait, ami szintén a meggyőzés egy eszköze. Bár a megalapozott válasz a barát kilétére vonatkozóan hiányzik, az irodalomtörténészek gyakran azonosítják az ajánlásban megjelölt „Mr. W. H.”  személyével. Továbbhaladva a szonettek ciklusában a petrarcai hatás és témaválasztás figyelhető meg. Később, megjelenik a költő féltékenysége a „Rivális Költővel” kapcsolatban, illetve a szépség motívum immár egy egzotikus, igéző női alakkal, a „Fekete Hölggyel” kapcsolatban tér vissza a művekben. Későbbi szonettekben fellelhető a hiány fogalma, mely egyrészt a költő (43-45, 48,50-52. szonett), másrészt a barát távollétéből fakad (58-61. szonett). Szó esik a költészet erejéről is, mely a költő számára a halhatatlanság egy eszközét testesíti meg.
Shakespeare szonettjei sok megválaszolatlan kérdést hagytak maguk után. Sokat vitatott téma a költő barátjához fűződő szenvedélyes viszonya. Az első tizenhét vers egy női barátra utal, azonban később (13.szonett) egyértelműen megcáfolja ezt a költő. Szabó Lőrinc fordítás alatt készített jegyzeteiből kiderül, hogy a szerelem és szeretet szavak helyes alkalmazása ebben az értelemben nagy kihívást jelentettek számára.

## Ajánlás
A szonettek ajánlását, „Mr W. H.” kilétét máig nem sikerült tisztázni. Az egyik magyarázat Southampton grófjára, a fiatal Henry Wriothesley-re utal, aki a Vénusz és Adonisz valamint a Lukrécia meggyalázása verseinek  címzettje, illetve azóta cáfolt feltételezések szerint Shakespeare szeretője lehetett. Felmerül Pembroke grófjának, William Herbertnek a neve is, aki kora kiemelkedő patrónusaként sokáig a legvalószínűbb személyként jelent meg az irodalomtörténetben. Sydney Lee a Shakespeare élete című könyvében azonban ezt már a 19. század végén cáfolta Herbert szüleinek levelezésére és az ebből kiderült előre elrendezett házasságára alapozva. Mivel a frigy Shakespeare számára is tudható volt, így a ciklus kezdő szonettek tematikája kizárja a patrónust, mint lehetséges címzettet. A ’Mr” megszólítása továbbá egy rangját vesztett nemes megszólítása is utalhat, mely csak feltevésként maradt fent. Egyéb teóriák, az önreflexió megjelenésére alapozva pedig a barátot magával Shakespeare-rel azonosították. A kezdőbetűk magyarázata ez esetben „William Himself”, azaz „William személyesen” lehet.

## Formai sajátosságok

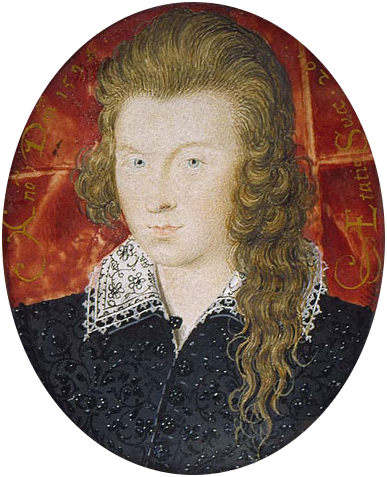
Henry Wriothesley, Southampton grófja

Rímek szempontjából Shakespeare szonettjei a Henry Howard, Surrey grófja által létrehozott mintára, az ABAB CDCD EFEF GG struktúrára épülnek. Shakespeare az ABBA CDDC rímet és olasz sextettet teljesen figyelmen kívül hagyta. Azzal, hogy ezt a formát csak esetenként bontja meg, Shakespeare kevésbé tűnik kísérletezőnek, mint kortársai. A ritka eltérések szinte kivétel nélkül a szonettben megfogalmazott események és érzelmek hatásának növelésére szolgál.
Shakespeare tizenkilenc szonettjében az oktáv rímei megismétlődnek a végső sextettben, ám ez a 135. szonettet leszámítva valószínűleg nem előre eltervezett. A 135. szonett ritmusa ABAB BCBC ADAD AA, ez az eltérés a vers erkölcstelen témájának egy megerősítője, továbbá a végső AA rímet maga a „Will” név szolgálja.
A másik szokásostól eltérő szonett a 46. számú, melynek sextettje EFEF FF, és ügyetlenségre vall, melyet Shakespeare valószínűleg így tervezett.
Az, hogy 154 szonettjének csak töredéke különbözik felépítésében a hagyományos angol szonettétől, arra utal, hogy Shakespeare elfogadta a 4+4+4+2 struktúrát. A szonett tartalma igazodik a külön oktávok terjedelméhez, így mind a három más érzést kelt az olvasóban. Ezt a tartalmi elkülönítést csak a 89., 156., valamint a 151. bontja meg, valamint a 66., amely felsorolás lévén a 4+4+4+2 struktúrából 12+2 válik.
A 126. és 99. szonettjei formailag nem felelnek meg szonettnek, ugyanis az első tizenkét sorból, a második tizenöt sorból áll. A 145. ezzel ellentétben a megfelelő számú sorral rendelkezik, viszont tetrameterekből áll össze.
Bár a forma viszonylag változatlan, szonettek tartalmának felépítése rendhagyó. Az első sorokban a gondolat még könnyed és lassú, majd a metaforák feltűnése felgyorsítja, a végén pedig hirtelen újra lelassul.

## A szonettek magyar kiadásai
Shakespeare összes szonettjét nyolc fordító kísérelte meg magyar nyelvre átkölteni.
Szász Károly először csak néhány szonettet fordított le. A 46. és a 47. szonett 1859. március 27-én jelent meg a Nővilág című lapban, a 87. és 130. szonett 1859. március 29-én a Divatcsarnokban. 1860-ban Szász Károly csatlakozott a Kisfaludy Társaság Shakespeare fordítási kísérletéhez Győry Vilmos, Lőrinczi Lehr Zsigmond és Szűcs Dániel oldalán. Lőrinczi tíz szonettet fordított le halála előtt, Szűcs munkájáról pedig nincsenek adatok. A végleges fordítást már csak Szász és Győry készítette el, mely 1878-ban jelent meg a Shakespeare minden munkái sorozat részeként, Shakespeare vegyes költeményei címen. Szász Károly fordításai általában pontosan követik Shakespeare gondolatmenetét, formailag és szerkezetileg az eredetihez hű. Munkája gyengepontja a költői képek erőtlen visszaadása, és szonettekben megjelenő hangulatkifejezések figyelmen kívül hagyása.
Fordítótársa, Győry Vilmos megpróbálta Shakespeare költői képeit lefordítani, de erőfeszítése sikertelenül zárult: a metaforákat néhol jelzőkkel helyettesítette, Shakespeare szójátékait figyelmen kívül hagyja. Fordítása tartalmilag pontatlan, a nehezen érthető szavakat kihagyja, vagy homállyal hidalja át.
A szonettek második teljes fordítása Ferenczi Zoltán nevéhez köthető, és munkáját a mai napig elismerés övezi. Fordításai először a Magyar Shakespeare-Tár periodikumban jelentek meg rendszeresen, 1916 és 1919 között. Ferenczi fókuszában nem csak a szóhűség áll, ragaszkodik a képek és mondatszerkezetek megtartásához is, ez azonban gyakran magyar nyelvtől idegen mondatokhoz vezet.
Szabó Lőrinc 1921-ben fejezte be a szonettek teljes fordítását, Babits Mihály stílusát példaként maga előtt tartva. Szabó színvonalas fordításának nyitja, hogy a szonettekkel összefüggésben tanulmányozta Shakespeare életrajzát, valamint a filológiai és szövegértelmezési problémákat jegyzetekbe gyűjtötte a szonettek végén. Ez a kutatómunka elősegítette a szonettek lényegének megértését és átérzését. A nyelv és a stílus az első fordításban nem hű az eredetihez, de a gondolati és érzelmi tartalom igen. Szabó fordítása azért sikeres a ma napig, mert tehetséges költő volt, aki részletes munkát végzett. Elődeivel ellentétben Szabó Lőrinc sikeresen ülteti át a metaforákat, ugyanis nem az elemek fordítására koncentrál, hanem arra, amit a költői kép ki akar fejezni. A nyelvi játékokat is jól adja át, még ha azok nehéznek is bizonyulnak: a 135. és 136. szonettben Shakespeare a William becézésével, a „Willy”-vel űz szójátékot, ez pedig csaknem lehetetlenné teszi a tartalom megfelelő átadását. Szabó a 18. században használt „vili”, vagyis „tündér” kifejezés segítségével hidalja át a problémát, bár ez jelentősen finomít a szonett eredeti, erotikus tartalmán.
Szabó Lőrinc fordítása csak két kiadást élt meg, ugyanis a fordító a szonettek szinte teljes átírásán dolgozott. Mielőtt az újrafordított szonettciklus kétnyelvű kiadása 1948-ban megjelent volna, Szabó közzétett 21 új szonettfordítást az Örök barátaink első kiadásában, 1941-ben. Szigorúan javítja ki hűtlenségeit, hogy szinte szó szerint adhassa át az eredetit. A szavak átírásával eléri, hogy a költői képek még konkrétabbá váljanak.
1943-ban jelent meg Pákozdy Ferenc teljes szonettfordítása. Pákozdy mindössze 90 nap alatt készült el a munkával, így munkája szabadfordításnak számít. Túl gyors munkájának következménye, hogy némely szonett értelme elferdül, a költői képek nem azt fejezik ki, amit az eredeti szöveg.
Keszthelyi Zoltán fordítása ugyancsak 1943-ban készült el, majd javításokat követve újra kiadásra került 1959-ben. Keszthelyi a szonettek költői értékének visszaadására összpontosított, ám ez a szonettek jelentésbeli változásához vezetett.
Justus Pál fordítása 1956-ban jelent meg kétnyelvű kiadásban, melyen a Rajk-per vádlottjaként a börtönben dolgozott. Munkáját csak a szonettek Oxford kiadásának és egy zsebszótárnak segítségével végezte el. Bár a fordítás nem szöveghű, Justus egyszerű hangvétele lehetővé teszi számára a finomabb hangvételű szonettek hangulatának sikeres átköltését. A szonettek képeinek visszaadásában már nem ér el ilyen sikert, gyakran lerövidíti Shakespeare részletesen kifejtett képeit. Justus sikeresen adja vissza Shakespeare szóismétléseit, szójátékait és a szándékos kétértelműségeit. Justus érdeme, hogy a 135. szonett kommentárában a „Will” szó más fordítók által nem ismert jelentését ismerteti: „tájnyelven nemiszerv”. Ennek tudatában a szonett obszcén értelmezését jobban adja vissza, mint bármelyik őt megelőző fordító.

### Kötetek, a megjelenés sorrendjében
- Shakespeare szonettjei; ford. Szabó Lőrinc; Genius, Budapest, 1921 (Nagy írók – nagy írások)
- Shakespeare szonettjei; ford. Pákozdy Ferenc; Takács Ferencné, Hódmezővásárhely, 1943
- Shakespeare szonettjei; ford. Keszthelyi Zoltán; Szőllősy, Budapest, 1943
- William Shakespeare szonettjei. Shakespeare összes szonettjei; ford., bev. Szabó Lőrinc; Franklin, Budapest, 1948
- The sonnets of Shakespeare / Shakespeare szonettjei; bev., jegyz. Lutter Tibor, ford. Justus Pál; Corvina, Budapest, 1956 (Kétnyelvű klasszikusok)
- William Shakespeare szonettjei; ford., bev. Víg Béla; fordítói, München?, 1976
- William Shakespeare szonettjei; ford. Babits Mihály et al., vál., tan., jegyz. Gaal György; Kriterion, Bukarest, 1991 (Horizont könyvek)
- Shakespeare szonettjei; ford., jegyz. Csillag Tibor; Petit Print, Budapest, 1994
- Versek; ford. Garai Gábor et al., előszó Benedek Marcell; Magyar Könyvklub, Budapest, 2001 (Írók, költők, gondolkodók)
- William Shakespeare 77 szonettje; ford. Jánosházy György, szerk. Kuti Márta; Mentor, Marosvásárhely, 2005
- Shakespeare csábítása. Százötvennégy szonett újraköltve; ford. Tarbay Ede; Holnap, Budapest, 2014
- Shake-speares sonnets. Neuer before imprinted. Shakespeare szonettjei Horváth Lajos "magyartalan" fordításában, mint égöv-rázó hangzatkák, avagy dárdaremegtető napfi-hálózatok újabb azelőtti nyomtatványának soha korábbi lenyomatában; fordítói, Budapest, 2019
- William Shakespeare szonettjei; ford. Fazekas Sándor; MMA, Budapest, 2023